# Chelonus erythrogaster
Chelonus erythrogaster är en stekelart som beskrevs av Lucas 1849. Chelonus erythrogaster ingår i släktet Chelonus och familjen bracksteklar. Inga underarter finns listade i Catalogue of Life.